# Martinos Christofī
Martinos Christofī (in greco Μαρτίνος Χριστοφή?; Limassol, 26 luglio 1993) è un calciatore cipriota, difensore svincolato.

## Carriera

### Club
Il 1º luglio 2018 viene acquistato a titolo definitivo dalla squadra cipriota dell'Alkī Oroklini.

### Nazionale
Tra il 2010 ed il 2011 ha giocato complessivamente 4 partite con la nazionale cipriota Under-19.